# Rigoletto (film 1910)
Rigoletto è un film muto del 1910 diretto da Gerolamo Lo Savio basato su Le Roi s'amuse di Victor Hugo.

## Trama
Rigoletto è un buffone di corte a Mantova, preoccupato per l'avvenire di sua figlia Gilda che è innamorata del Duca che governa la città. Egli paga un sicario per uccidere il Duca, ma la figlia è uccisa al suo posto.